# Карадагцы
Карада́гцы (караджадагцы, азерб. Qaradaǧlılar) — тюркская этническая группа в составе азербайджанцев, живущая на северо-западе Ирана у самой границы с Азербайджаном (плато Карадаг к югу от реки Аракс на севере провинции Восточный Азербайджан). Численность 30-40 тыс. чел. (конец XX в.).

## Происхождение
Говорят на диалекте азербайджанского языка. Традиционно разделяются на 7 племён. Являются смешанной группой (карадагцы — потомки тюркоязычных выходцев из Закавказья времён русско-персидских войн 1804-1813 и 1826-1828 гг.).
Карадагцы в основном мусульмане-шииты.

## Быт
Традиционная культура типична для скотоводческих народов Западной Азии. Занимаются полукочевым скотоводством, совершая сезонные кочевки на запад от реки Карасу.